# Estación de Alto del Arenal

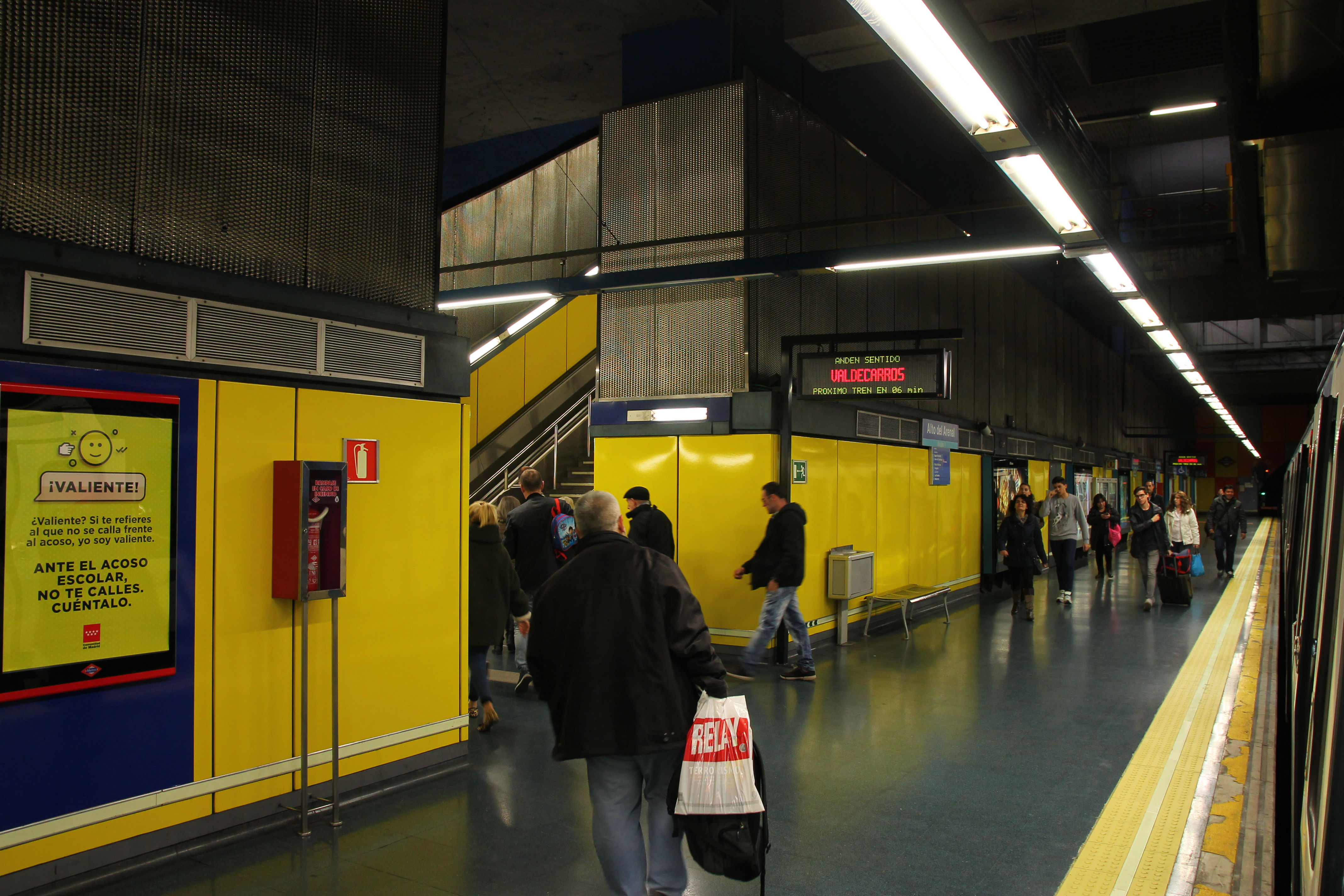
Andén de la estación

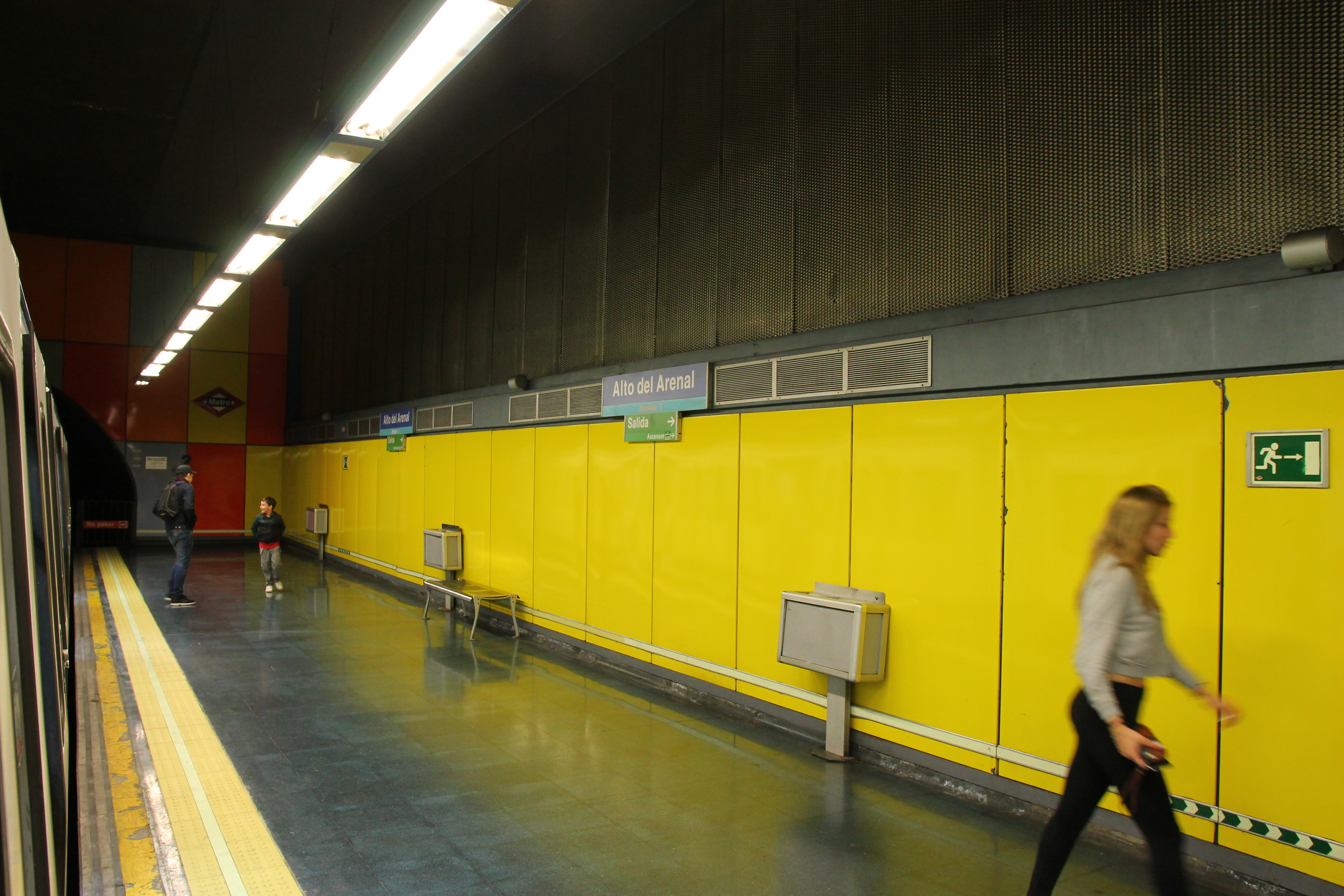
Andén de la estación

Alto del Arenal es una estación de la línea 1 del Metro de Madrid situada bajo la avenida de la Albufera en la intersección con la avenida de Pablo Neruda, en el distrito madrileño de Puente de Vallecas. En esta estación se sitúa el Centro de Control de Metro.

## Historia
La estación abrió al público el 7 de abril de 1994. Se sitúa cerca de la colonia Alto del Arenal, de la que toma su nombre.
Desde el 3 de julio de 2016, la estación permaneció cerrada por las obras de mejora de las instalaciones de la línea 1 entre las estaciones de Plaza de Castilla y Sierra de Guadalupe. La línea se reinauguró el 13 de noviembre de 2016, aunque en su caso se adelantó su apertura dos meses.
Desde el 24 de junio de 2023, y hasta el 14 de octubre, el tramo Nueva Numancia-Valdecarros permaneció cortado por obras. En su lugar se ha establecido un servicio sustitutivo de autobús.

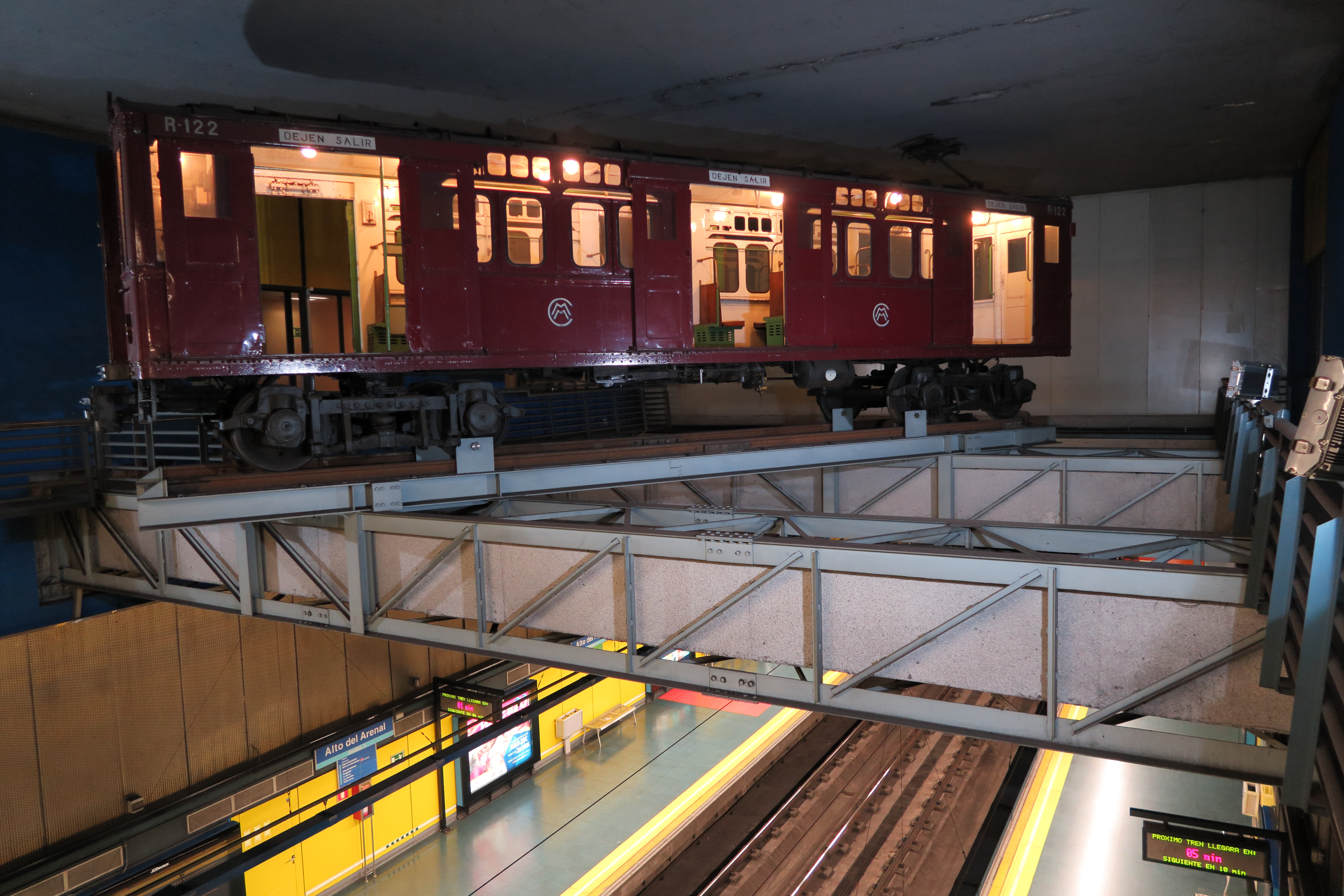
Antiguo vagón de metro en la estación de Alto del Arenal

## Accesos
Vestíbulo Alto Arenal
- Albufera, impares C/ Santillana del Mar, 19 (esquina Avda. Albufera)
- Albufera, pares Avda. Albufera, 248
- Ascensor Avda. Albufera, 246

## Líneas y conexiones

### Metro
| << cabecera        | < estación   | línea | estación >       | cabecera >> |
| ------------------ | ------------ | ----- | ---------------- | ----------- |
| Pinar de Chamartín | Buenos Aires |       | Miguel Hernández | Valdecarros |

### Autobuses
| Diurnos   |                      |                                                           |
| Línea     | Destino              | Parada                                                    |
| 58        | B° Santa Eugenia     | 1013 ALTO DEL ARENAL (Av. Albufera, 248)                  |
| 103       | Ecobulevar           | 1013 ALTO DEL ARENAL (Av. Albufera, 248)                  |
| 143       | Villa de Vallecas    | 1013 ALTO DEL ARENAL (Av. Albufera, 248)                  |
| 58        | Puente de Vallecas   | 1014 ALTO DEL ARENAL (C/ Santillana del Mar, 15)          |
| 103       | El Pozo              | 1014 ALTO DEL ARENAL (C/ Santillana del Mar, 15)          |
| 143       | Manuel Becerra       | 1014 ALTO DEL ARENAL (C/ Santillana del Mar, 15)          |
| 142       | Pavones              | 3337 ALTO DEL ARENAL (Av. Pablo Neruda)                   |
| 142       | Ensanche de Vallecas | 3338 ALTO DEL ARENAL (Av. Pablo Neruda)                   |
| 57        | Estación de Atocha   | 4088 ALTO DEL ARENAL (Cabecera C/ Santillana del Mar, 17) |
| Nocturnos |                      |                                                           |
| Línea     | Destino              | Parada                                                    |
| N25       | Villa de Vallecas    | 1013 ALTO DEL ARENAL (Av. Albufera, 248)                  |
| N25       | Alonso Martínez      | 1014 ALTO DEL ARENAL (C/ Santillana del Mar, 15)          |